# Kwai Tsing
Le district de Kwai Tsing (en chinois 葵青區) est un district de Hong Kong dans les Nouveaux Territoires. 